# John Lee Hooker
John Lee Hooker, född 22 augusti 1912 i Coahoma County, Mississippi, död 21 juni 2001 i Los Altos, Kalifornien, var en amerikansk bluessångare, låtskrivare och gitarrist. Hooker var ett av de stora namnen inom bluesen och kallas ibland för "King of the Boogie" (eng. boogiekungen).
Efter sitt genombrott 1948 med singeln Boogie Chillen var Hooker aktiv inom bluesmusiken fram till sin död 2001, bortsett från ett avbrott under några år på 1980-talet. Han spelade in mer än 100 musikalbum. De kändaste inspelningarna gjorde han för Chess Records och Vee-Jay Records. Till hans mest kända sånger hör Boogie Chillen (1948), Dimples (1956) och Boom Boom (1962). Hookers stil är sparsmakad och känslomässig och många känner att Hooker är den amerikanska bluesmusiker som bäst visar kontakten med Afrika genom sin musik.
John Lee Hooker valdes 1980 in i Blues Hall of Fame och 1991 i Rock and Roll Hall of Fame. 2000 tilldelades han Grammy Lifetime Achievement Award.